# Benjamin Mary

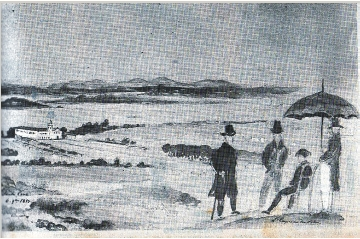
Gravura pintada em novembro de 1837 por Benjamin Mary do Imperador Dom Pedro II no mirante, observando a paisagem da Fazenda de Santa Cruz.

Benjamin Mary (Mons, 21 de janeiro de 1792 - Bagnères-de-Luchon, 2 de agosto de 1846) foi um pintor, desenhista e diplomata belga, o primeiro embaixador da Bélgica no Brasil, onde viveu e trabalhou de 1834 a 1838. 
Benjamin Mary construiu ao longo de sua vida um acervo marcado pela retratação da flora do Brasil e da Europa, dono de grande originalidade, qualidade gráfica e riqueza de detalhes. 

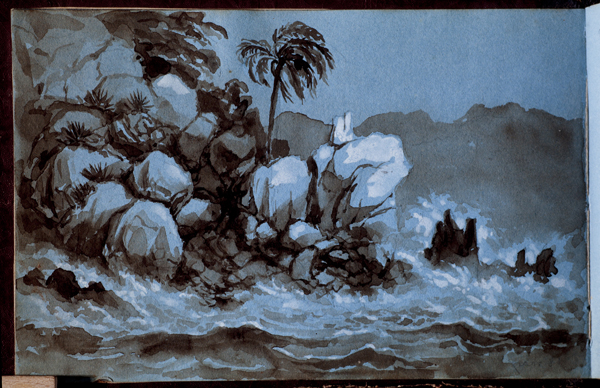
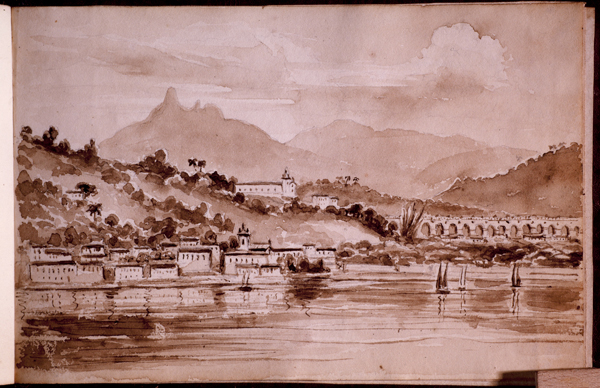
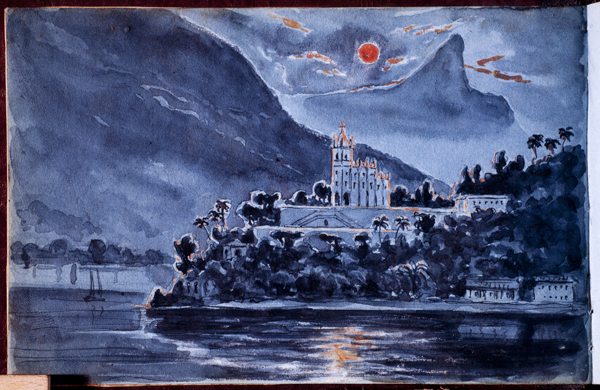